# Prochaetoparia abyssicola
Prochaetoparia abyssicola är en ringmaskart som beskrevs av Averincev 1972. Prochaetoparia abyssicola ingår i släktet Prochaetoparia och familjen Phyllodocidae. Inga underarter finns listade i Catalogue of Life.